# Badezentrum Sindelfingen

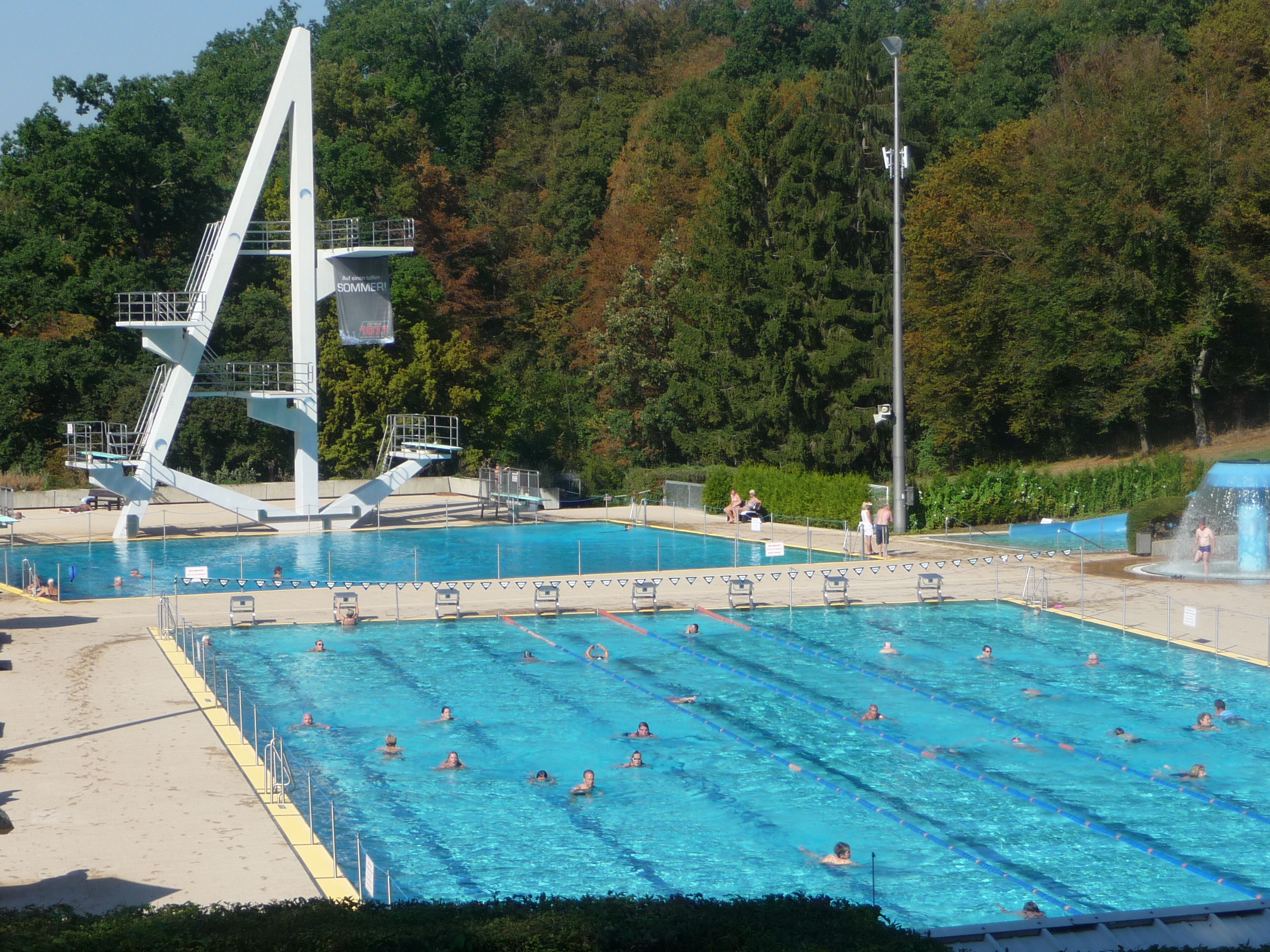
Sportbecken und Sprungturm

Das Badezentrum Sindelfingen ist ein aus Hallen- und Freibad sowie Sauna bestehender Badekomplex in der baden-württembergischen Stadt Sindelfingen. In der Region Stuttgart ist es das größte Freibad mit 3.610 m² Wasser- und 60.000 m² Liegefläche und neben dem 2022 eingeweihten Sportbad Neckarpark in Stuttgart-Cannstatt das einzige Hallenbad mit einem 50-Meter-Sportschwimmbecken.

## Freibad

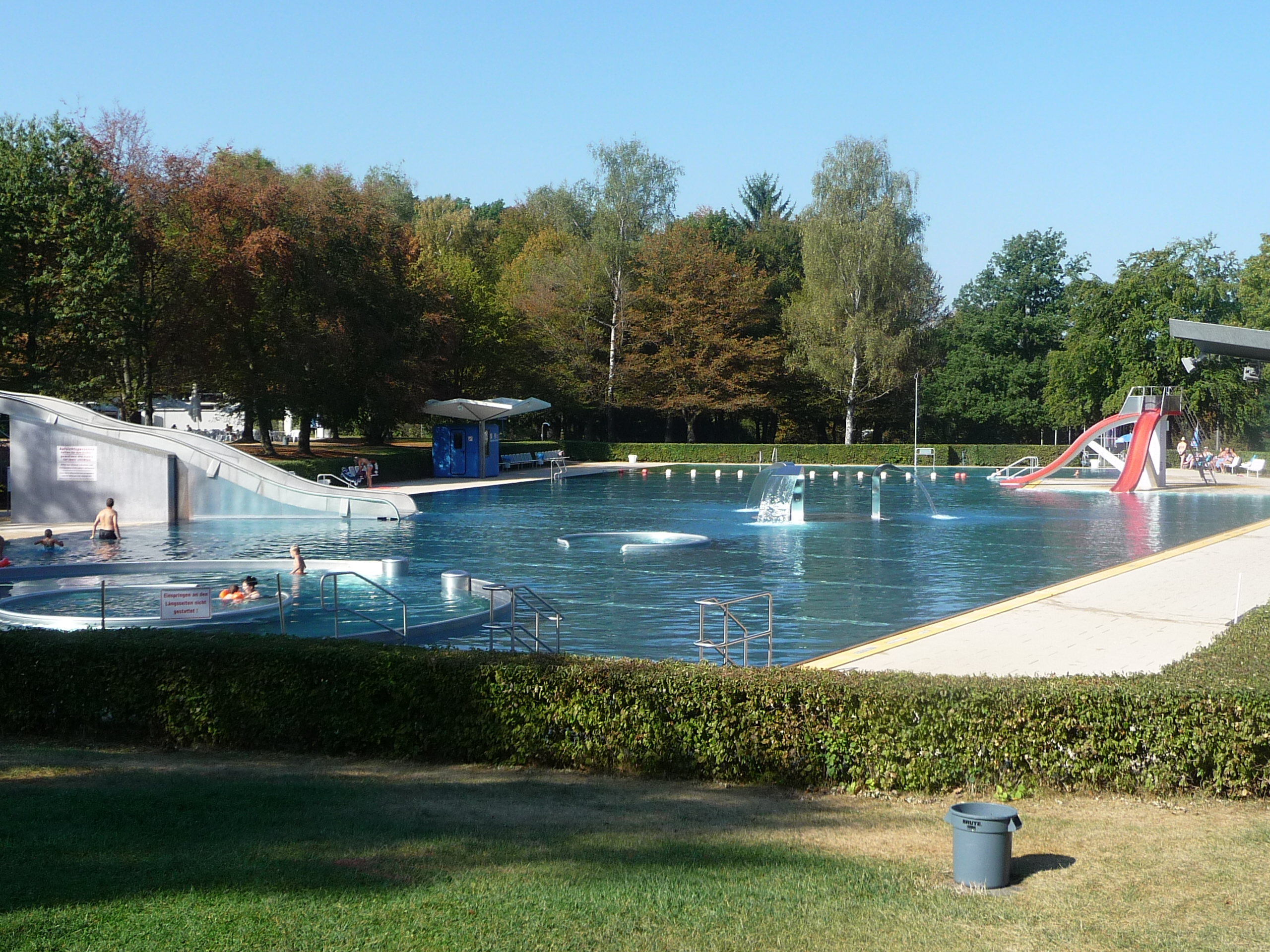
„Erlebnisbecken“

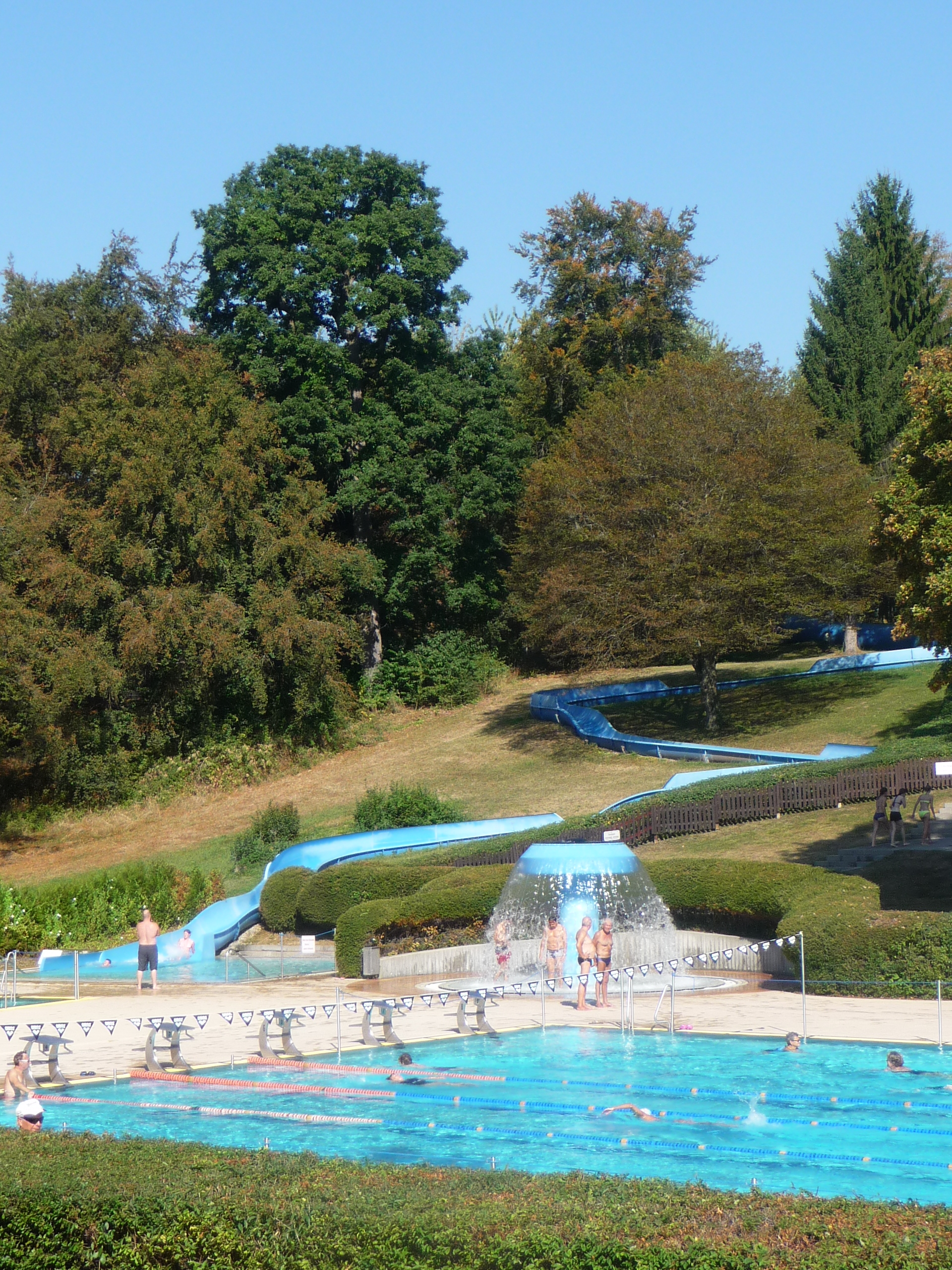
Rutsche und Wasserpilz

### Geschichte
Das Freibad wurde in zweijähriger Bauzeit für 10 Mio. DM von Architekt Erwin Spier als „Waldfreibad“ erstellt. Es wurde am 27. Juni 1964 eröffnet. Der 17 Meter hohe Sprungturm galt schnell als Wahrzeichen Sindelfingens. 1966 fanden im Bad die Deutschen Schwimmmeisterschaften statt. Nach Einbau einer Gasheizung 1967 konnte das Wasser auf 22 Grad geheizt werden. Auch gab es eine Flutlichtanlage für den Betrieb in den Abendstunden. Im Sommer 1967 kamen 411.587 Besucher, allein 45.000 am Wochenende 24./25. Juni. 1969 gab es den Besucherrekord mit 600.000 Badegästen, davon 30.700 am 25. Juli. In den ersten zehn Jahren wurden 4,2 Millionen Besucher gezählt. Anlässlich des Jubiläums fand 1974 das 1. Sindelfinger Sommernachtsfest statt. Es wurde bis 1989 veranstaltet und war mit teilweise über 30.000 Besuchern neben dem Internationalen Straßenfest eines der beiden großen Feste in Sindelfingen.
Am 23. Juli 1983 wurde die damals mit 106 Metern längste Wasserrutsche in Baden-Württemberg in Betrieb genommen, die Kosten betrugen 450.000 DM. Von 1997 bis 2004 fanden die Antenne-1-Beachpartys mit bis zu 13.000 Besuchern statt. Ab 1999 wurde immer Ende Juli ein Open-Air-Kino veranstaltet. Anlässlich des 40-jährigen Jubiläums des Freibades und des 50-Jährigen-Jubiläums des Floschenstadions fand 2004 im Rathaus die Ausstellung „Sport schreibt Sindelfinger Geschichte“ statt. Bei der Beachparty zum Jubiläum waren u. a. die Popstars Martin Kesici, Overground und Mr. President zu Gast. 2005 wurden umfangreiche Sanierungsarbeiten abgeschlossen. Das Erlebnisbecken wurde mit einem Edelstahlbecken ausgestattet, der Kinder- und Familienbereich wurde neu gestaltet. Die Kosten beliefen sich auf 4,6 Mio. Euro. Seitdem wurden verschiedene Veranstaltungen, z. B. mit dem Tigerenten Club oder die „Fun- & Action-Poolparty“ durchgeführt. 2010 wurde aus finanziellen Gründen eines der beiden Nichtschwimmerbecken zugeschüttet. In den Winterhalbjahren 2014/15 und 2015/16 erhielten das Sport- und das Sprungbecken einen Beckenkopf (Beckenumrandung) aus Edelstahl für 1,5 Mio. Euro. 
Seit 2013 wird ein Jedermann-Triathlon veranstaltet. Seit 2015 wird jährlich der Splashdiving-Cup durchgeführt. Am 7. März 2020 fanden anlässlich des 100-jährigen Jubiläums der Leichtathletikabteilung des VfL Sindelfingen auf den Liegewiesen des Freibads die Deutschen Meisterschaften im Crosslauf statt.
Seit 2019 findet das Wet Open Air Festival mit Technomusik im Badezentrum statt, das zuvor vier Jahre im Gärtringer Freibad beheimatet war. 2023 wurden 13.000 Besucher erwartet.

### Ausstattung
Es gibt ein 50-Meter-Sportschwimmbecken mit acht Bahnen. Daneben befindet sich ein separates Sprung- und Tauchbecken mit einem Zehn-Meter-Sprungturm.
Das sogenannte „Erlebnisbecken“ bietet eine Wellen- und eine Zwillingsrutsche sowie einen Strömungskanal. 
Die Wasserrutsche ist mit 106 Metern die längste in der Region Stuttgart. Daneben gibt es noch ein Planschbecken und Spielplätze für Kinder. Auf dem 2010 zugeschütteten Becken ist jetzt ein Beachvolleyballfeld. Die großflächigen Liegewiesen sind parkähnlich angelegt. Gastronomie und Grillstellen ergänzen das Angebot.

## Hallenbad

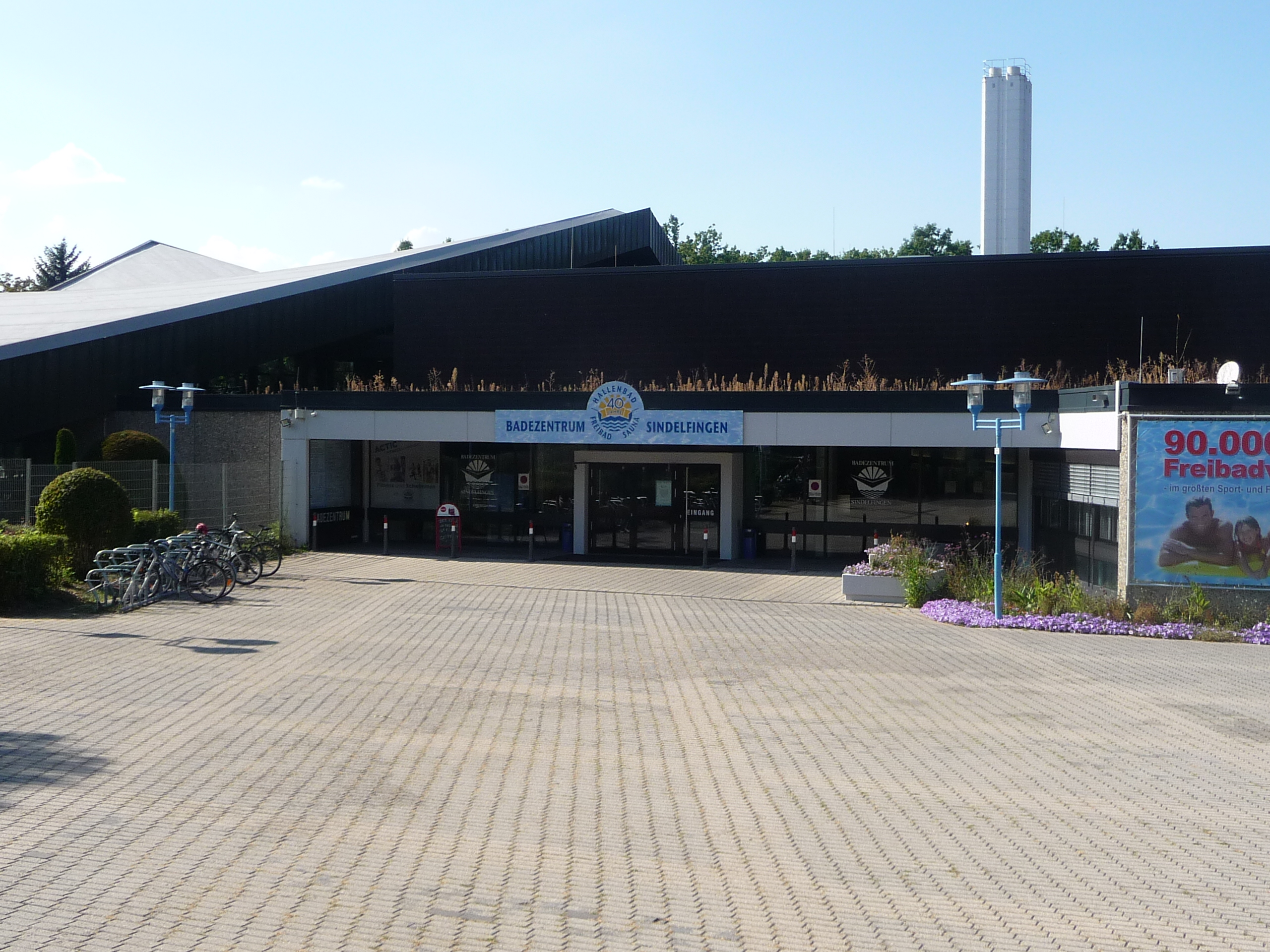
Eingang Hallenbad

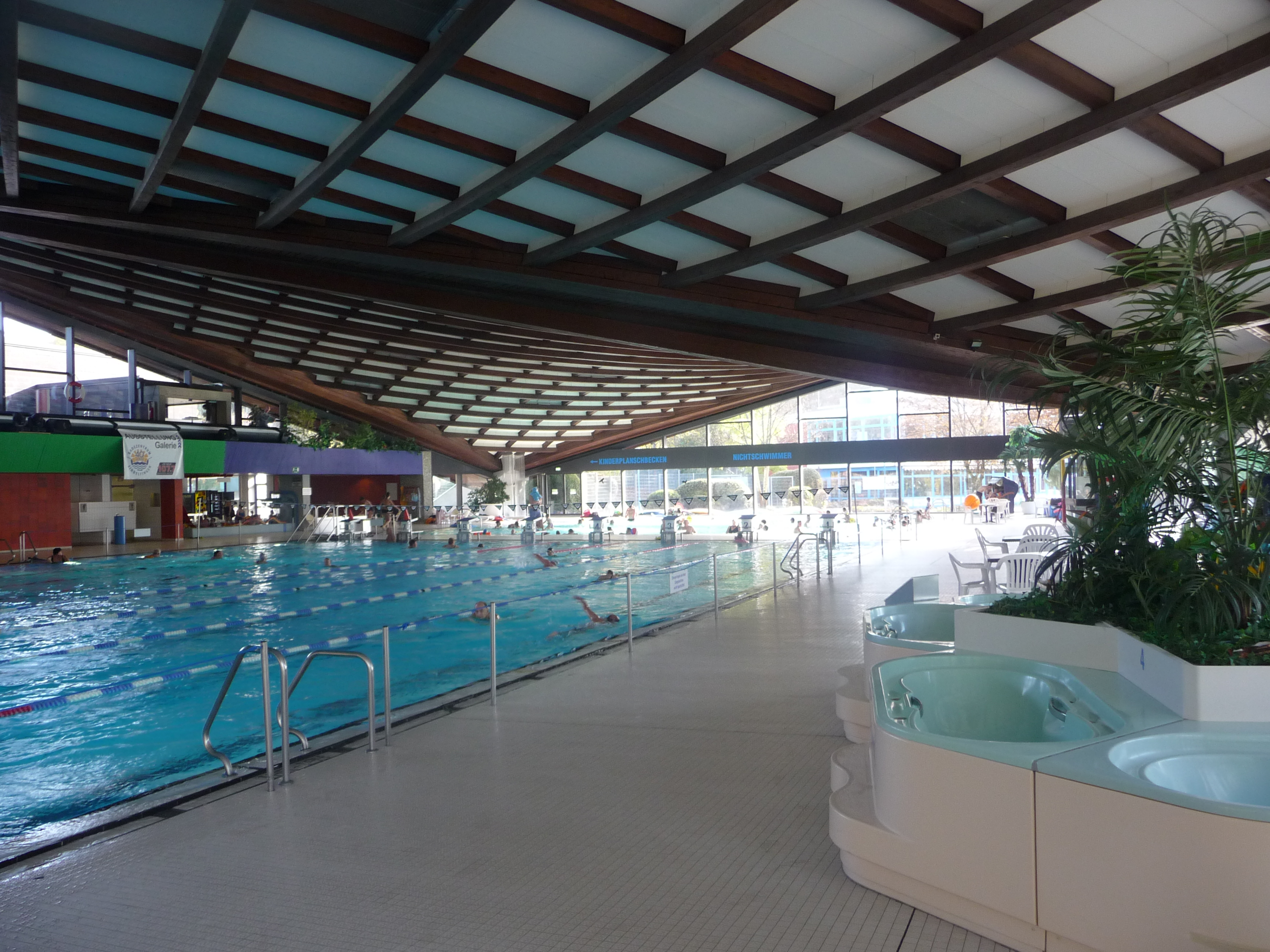
Sportschwimmbecken und Whirlpools (nicht mehr vorhanden), im Hintergrund Nichtschwimmerbecken

### Geschichte
Zunächst war ein gemeinsames Hallenbad von Böblingen und Sindelfingen vorgesehen, man konnte sich aber nicht über einen Standort einigen. Im Juni 1968 wurde die Planung für ein Hallenbad und den Glaspalast, eine Sporthalle, freigegeben. Im Januar 1969 genehmigte der Gemeinderat Sindelfingen das Raumprogramm und den Architekturwettbewerb für den Neubau des Hallenbades. Sieger des Wettbewerbs war der Sindelfinger Architekt Friedrich Tober. Am 10. April 1973 wurde dem Kostenvoranschlag von 25 Mio. DM zugestimmt. Am 11. Dezember 1976 wurde das Bad als Badezentrum Sindelfingen mit u. a. einem 50-Meter-Sportbecken und einem Fünf-Meter-Sprungturm sowie einer für Männer und Frauen getrennten Sauna eingeweiht. Zum Freibad besteht ein Durchgang. Die Baukosten betrugen 30 Mio. DM. Mit 1536 m² Wasserfläche war es das größte Hallenbad Deutschlands und besaß das größte freitragende Holzdach einer Halle in Europa. Bis zum März 1979 gab es bereits mehr als eine Million Besucher.
1987 wurden die Deutschen Schwimmmeisterschaften in Sindelfingen ausgetragen. Im Jahr 1996 eröffnete der „Erlebnispark am Badezentrum“ mit zwei Restaurants und einer Diskothek. Im Jahr 2000 wurde die „Sauna Classic“ eingeweiht. Im Jahr 2003 und weitere zwei Mal in späteren Jahren bereitete sich die australische Schwimm-Nationalmannschaft in Sindelfingen auf die Olympischen Spiele vor. Im Jahr 2006 eröffnete ein Fitnessstudio auf dem Gelände des Badezentrums. 2007 erhielt das Bad ein Zertifikat der European Waterpark Association. Im Jahr 2008 wurden eine Wasserkletterwand, eine digitale Anzeige für Wasser- und Raumtemperatur sowie eine neue Sauna und ein Dampfbad installiert. Im Jahr 2010 fanden an drei Tagen Dreharbeiten zu SOKO Stuttgart im Bad statt.
Das Hallenbad besuchten 2015 ca. 300.000, die Sauna 27.000 Gäste. Ende 2015 wurden drei Varianten für eine Sanierung und Erweiterung des Bades vorgestellt.

### Ausstattung
Das Hallenbad besitzt ebenfalls ein 50-Meter-Schwimmerbecken mit acht Bahnen. Das Sprung- und Tauchbecken hat einen Fünf-Meter-Turm und eine sechs Meter hohe Kletterwand. Das Nichtschwimmerbecken misst 21 × 12,5 Meter. Außerdem gibt es ein Kinderplanschbecken und eine – derzeit geschlossene – Saunalandschaft.
Durch das Komplexozon-Wasseraufbereitungsverfahren wird der Chlorgehalt reduziert. Die Beheizung der großen Glasflächen ermöglicht eine bessere Sicht nach draußen und dient der Energieeinsparung.